# Joran Vliegen
Joran Vliegen (* 7. Juli 1993 in Maaseik) ist ein belgischer Tennisspieler, der sich auf das Doppel spezialisiert hat.

## Karriere
Joran Vliegen war für die East Carolina University im College Tennis aktiv. Im Dezember 2013 schloss er dort ein Wirtschaftsstudium mit dem Bachelor ab und absolvierte anschließend ein MBA-Studiengang.
Im Profitennis spielte er bisher vor allem auf der ATP Challenger Tour. Im August 2016 gelang ihm sein erster Turniererfolg auf dieser Tour, als er in Trnava mit seinem Partner Sander Gillé die Doppelkonkurrenz gewann. In der Saison 2017 sicherte er sich mit Gillé vier weitere Titel. In den Monaten Juni und Juli gewannen sie die Turniere in Blois, Lyon, Scheveningen und Tampere. 2018 folgten Titelgewinne in Rennes, Prag, Liberec, Pullach, St. Ulrich in Gröden, Brest und Mouilleron-le-Captif. Im Jahr darauf gelang zunächst im Juni in Bratislava mit Gillé der nächste Titelgewinn auf der Challenger Tour, ehe die beiden im Juli in Båstad auch erstmals einen Titel auf der ATP Tour gewannen. Nur eine Woche später folgte bereits der zweite Titelgewinn in Gstaad. Zuvor hatten Vliegen und Gillé bei ihrem Grand-Slam-Debüt in Wimbledon die zweite Runde erreicht.
2018 debütierte er für die belgische Davis-Cup-Mannschaft.

## Erfolge
| Legende (Anzahl der Siege)      |
| Grand Slam                      |
| ATP World Tour Finals           |
| ATP World Tour Masters 1000 (1) |
| ATP World Tour 500              |
| ATP World Tour 250 (7)          |
| ATP Challenger Tour (16)        |

| ATP-Titel nach Belag |
| Hartplatz (4)        |
| Sand (4)             |
| Rasen (0)            |

### Doppel

#### Turniersiege

##### ATP Tour
| Nr. | Datum              | Turnier     | Belag         | Partner      | Finalgegner                            | Ergebnis          |
| --- | ------------------ | ----------- | ------------- | ------------ | -------------------------------------- | ----------------- |
| 1.  | 21. Juli 2019      | Båstad      | Sand          | Sander Gillé | Federico Delbonis Horacio Zeballos     | 6:75, 7:5, [10:5] |
| 2.  | 28. Juli 2019      | Gstaad      | Sand          | Sander Gillé | Philipp Oswald Filip Polášek           | 6:4, 6:3          |
| 3.  | 29. September 2019 | Zhuhai      | Hartplatz     | Sander Gillé | Marcelo Demoliner Matwé Middelkoop     | 7:62, 7:64        |
| 4.  | 1. November 2020   | Nur-Sultan  | Hartplatz (i) | Sander Gillé | Max Purcell Luke Saville               | 7:5, 6:3          |
| 5.  | 28. Februar 2021   | Singapur    | Hartplatz (i) | Sander Gillé | Matthew Ebden John-Patrick Smith       | 6:2, 6:3          |
| 6.  | 7. Januar 2023     | Pune        | Hartplatz     | Sander Gillé | N. Sriram Balaji Jeevan Nedunchezhiyan | 6:4, 6:4          |
| 7.  | 9. April 2023      | Estoril     | Sand          | Sander Gillé | Nikola Čačić Miomir Kecmanović         | 6:3, 6:4          |
| 8.  | 14. April 2024     | Monte-Carlo | Sand          | Sander Gillé | Marcelo Melo Alexander Zverev          | 5:7, 6:3, [10:5]  |

##### ATP Challenger Tour
| Nr. | Datum              | Turnier              | Belag         | Partner        | Finalgegner                            | Ergebnis            |
| --- | ------------------ | -------------------- | ------------- | -------------- | -------------------------------------- | ------------------- |
| 1.  | 14. August 2016    | Trnava               | Sand          | Sander Gillé   | Tomasz Bednarek Roman Jebavý           | 6:2, 7:5            |
| 2.  | 18. Juni 2017      | Lyon                 | Sand          | Sander Gillé   | Gero Kretschmer Alexander Satschko     | 6:72, 7:62, [14:12] |
| 3.  | 25. Juni 2017      | Blois                | Sand          | Sander Gillé   | Máximo González Fabrício Neis          | 3:6, 6:3, [10:7]    |
| 4.  | 23. Juli 2017      | Scheveningen         | Sand          | Sander Gillé   | Jozef Kovalík Stefanos Tsitsipas       | 6:2, 4:6, [12:10]   |
| 5.  | 30. Juli 2017      | Tampere              | Sand          | Sander Gillé   | Lucas Gómez Juan Ignacio Londero       | 6:2, 6:75, [10:3]   |
| 6.  | 28. Januar 2018    | Rennes               | Hartplatz (i) | Sander Gillé   | Sander Arends Antonio Šančić           | 6:3, 6:71, [10:7]   |
| 7.  | 28. Juli 2018      | Prag                 | Sand          | Sander Gillé   | Fernando Romboli David Vega Hernández  | 6:4, 6:2            |
| 8.  | 4. August 2018     | Liberec              | Sand          | Sander Gillé   | Filip Polášek Patrik Rikl              | 6:3, 6:4            |
| 9.  | 11. August 2018    | Pullach              | Sand          | Sander Gillé   | Simone Bolelli Daniele Bracciali       | 6:2, 6:2            |
| 10. | 13. Oktober 2018   | St. Ulrich in Gröden | Teppich (i)   | Sander Gillé   | Purav Raja Antonio Šančić              | 3:6, 6:3, [10:3]    |
| 11. | 28. Oktober 2018   | Brest                | Hartplatz (i) | Sander Gillé   | Leander Paes Miguel Ángel Reyes Varela | 3:6, 6:4, [10:2]    |
| 12. | 11. November 2018  | Mouilleron-le-Captif | Hartplatz (i) | Sander Gillé   | Romain Arneodo Quentin Halys           | 6:3, 4:6, [10:2]    |
| 13. | 22. Juni 2019      | Bratislava           | Sand          | Sander Gillé   | Lukáš Klein Alex Molčan                | 6:2, 7:5            |
| 14. | 10. September 2022 | Cassis               | Hartplatz     | Michaël Geerts | Romain Arneodo Albano Olivetti         | 6:4, 7:66           |
| 15. | 4. Mai 2025        | Estoril              | Sand          | Ariel Behar    | Francisco Cabral Lucas Miedler         | 7:5, 6:3            |
| 16. | 18. Mai 2025       | Turin                | Sand          | Ariel Behar    | Robin Haase Hendrik Jebens             | 6:2, 6:4            |

#### Finalteilnahmen
| Nr. | Datum          | Turnier     | Belag     | Partner      | Finalgegner                   | Ergebnis          |
| --- | -------------- | ----------- | --------- | ------------ | ----------------------------- | ----------------- |
| 1.  | 3. August 2019 | Kitzbühel   | Sand      | Sander Gillé | Philipp Oswald Filip Polášek  | 4:6, 4:6          |
| 2.  | 2. Mai 2021    | München     | Sand      | Sander Gillé | Wesley Koolhof Kevin Krawietz | 6:4, 4:6, [5:10]  |
| 3.  | 10. Juni 2023  | French Open | Sand      | Sander Gillé | Ivan Dodig Austin Krajicek    | 3:6, 1:6          |
| 4.  | 30. Juli 2023  | Hamburg     | Sand      | Sander Gillé | Kevin Krawietz Tim Pütz       | 6:74, 3:6         |
| 5.  | 7. Januar 2024 | Hongkong    | Hartplatz | Sander Gillé | Marcelo Arévalo Mate Pavić    | 6:73, 4:6         |
| 6.  | 24. Mai 2025   | Genf        | Sand      | Ariel Behar  | Sadio Doumbia Fabien Reboul   | 7:64, 4:6, [9:11] |
| 12. | 26. Juni 2025  | Eastbourne  | Rasen     | Ariel Behar  | Julian Cash Lloyd Glasspool   | 4:6, 6:75         |

### Mixed

#### Finalteilnahmen
| Nr. | Datum         | Turnier     | Belag | Partner        | Finalgegner                    | Ergebnis       |
| --- | ------------- | ----------- | ----- | -------------- | ------------------------------ | -------------- |
| 1.  | 2. Juni 2022  | French Open | Sand  | Ulrikke Eikeri | Ena Shibahara Wesley Koolhof   | 6:75, 2:6      |
| 2.  | 13. Juli 2023 | Wimbledon   | Rasen | Xu Yifan       | Ljudmyla Kitschenok Mate Pavić | 4:6, 7:69, 3:6 |

## Abschneiden bei Grand-Slam-Turnieren

### Doppel
| Turnier         | 2019 | 2020 | 2021 | 2022 | 2023 | 2024 | 2025 | Karriere |
| --------------- | ---- | ---- | ---- | ---- | ---- | ---- | ---- | -------- |
| Australian Open | —    | 2    | 1    | 1    | 1    | 1    | 1    | 2        |
| French Open     | VF   | 1    | AF   | AF   | F    | VF   | 1    | F        |
| Wimbledon       | 2    |      | 1    | 2    | AF   | 2    | 1    | AF       |
| US Open         | 1    | VF   | 2    | —    | 1    | 2    |      | VF       |

Zeichenerklärung: S = Turniersieg; F, HF, VF, AF = Einzug ins Finale / Halbfinale / Viertelfinale / Achtelfinale; 1, 2, 3 = Ausscheiden in der 1. / 2. / 3. Hauptrunde; Q1, Q2, Q3 = Ausscheiden in der 1. / 2. / 3. Qualifikationsrunde; nicht ausgetragen

### Mixed
| Turnier         | 2019 | 2020 | 2021 | 2022 | 2023 | 2024 | 2025 | Karriere |
| --------------- | ---- | ---- | ---- | ---- | ---- | ---- | ---- | -------- |
| Australian Open | —    | VF   | —    | 1    | —    | AF   | 1    | VF       |
| French Open     | —    |      | —    | F    | —    | AF   | —    | F        |
| Wimbledon       | AF   |      | —    | 1    | F    | —    | —    | F        |
| US Open         | 1    |      | AF   | —    | VF   | AF   |      | VF       |